# (129550) Fukuten
(129550) Fukuten est un astéroïde de la ceinture principale.

## Description
(129550) Fukuten est un astéroïde de la ceinture principale. Il fut découvert le 9 octobre 1996 à Nanyo par Tomimaru Okuni. Il présente une orbite caractérisée par un demi-grand axe de 2,32 UA, une excentricité de 0,24 et une inclinaison de 2,7° par rapport à l'écliptique.